# Cottbusverkehr

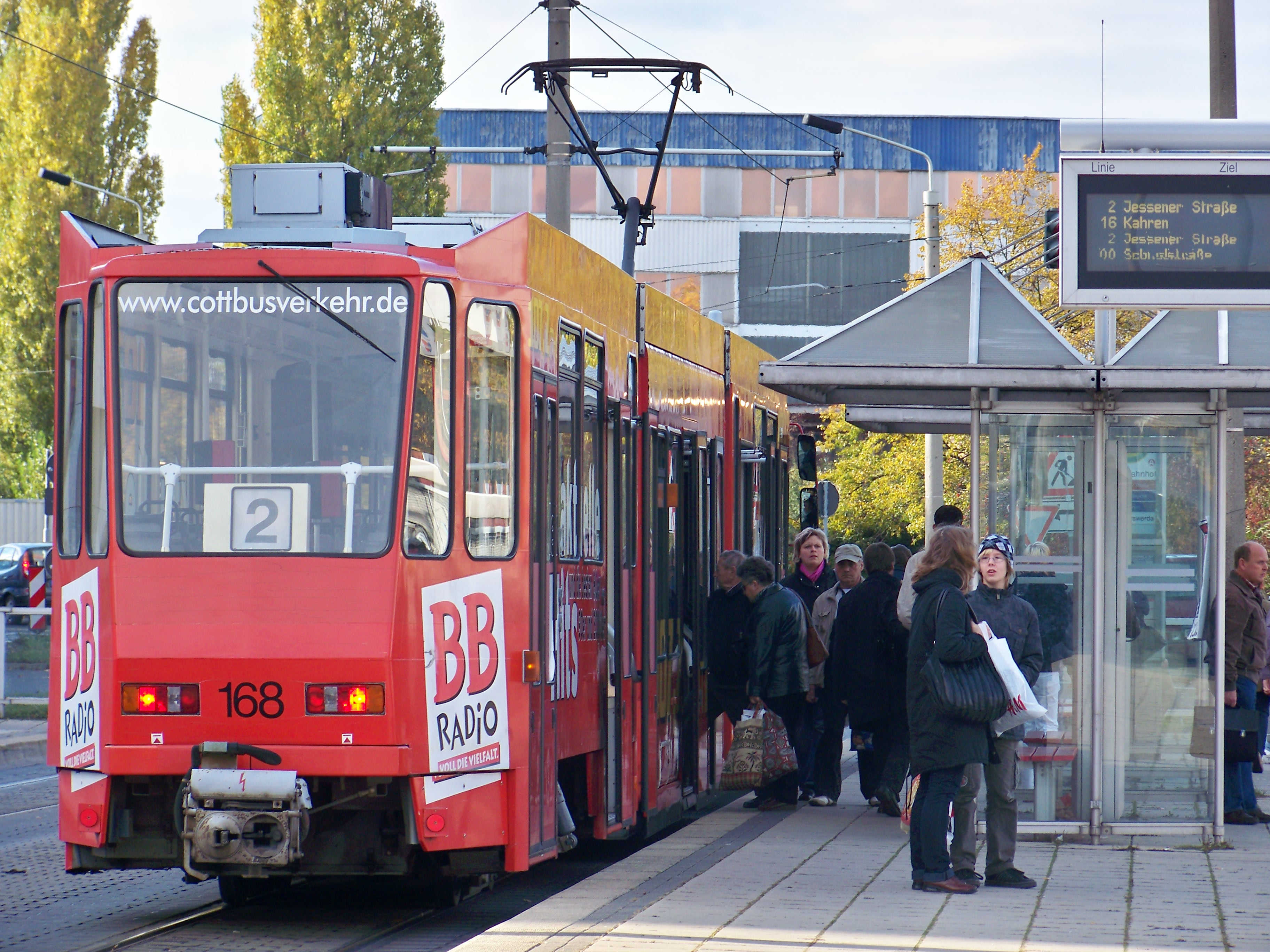
Straßenbahn von Cottbusverkehr an der früheren Haltestelle Hauptbahnhof

Die Cottbusverkehr GmbH (CV) ist ein Verkehrsunternehmen, das den öffentlichen Personennahverkehr (ÖPNV) in der Stadt Cottbus und im umgebenden Landkreises Spree-Neiße bereitstellt. Cottbusverkehr ist ein kommunaler Betrieb und im Verkehrsverbund Berlin-Brandenburg (VBB) organisiert.

## Geschichte
Der erste Versuch eines öffentlichen Personennahverkehrs wurde im Jahr 1893 von Josew Klopzynsky eingerichtet. Es handelte sich um die erste Pferdeomnibuslinie die zwischen Sandow und dem Cottbuser Bahnhof verlief. Der Fahrpreis betrug damals 30 Pfennig. Am 14. Juni 1898 schrieb die Stadt Cottbus den Bau eines Elektrizitätskraftwerkes aus. Da die Leistung für einen inzwischen geplanten Straßenbahnbetrieb aber zu gering gewesen wäre, wurde im Jahr 1899 erneut der Bau eines E-Werks ausgeschrieben. Am 2. März 1900 wurde einstimmig beschlossen, dass das E-Werk von der Firma Siemens & Halske gebaut werden soll. Außerdem wurde beschlossen, dass die Firma Dresdner Elektra AG für den Bau und Betrieb der Straßenbahn den Zuschlag bekommt. Als der Vertrag kurz vor der Unterzeichnung stand, zog sich die Firma Elektra zurück und da sich keine weitere Firma fand, sollte für den Bau und Betrieb der Straßenbahn nun Siemens & Halske einen Kostenvoranschlag vorlegen. Der Preis für das Kraftwerk betrug circa 1 Million Mark und für die Straßenbahn inklusive Gleise, Betriebshof und Grunderwerb circa 800.000 Mark. Am 22. Juni 1903 wurde die erste Strecke der Straßenbahn eröffnet.

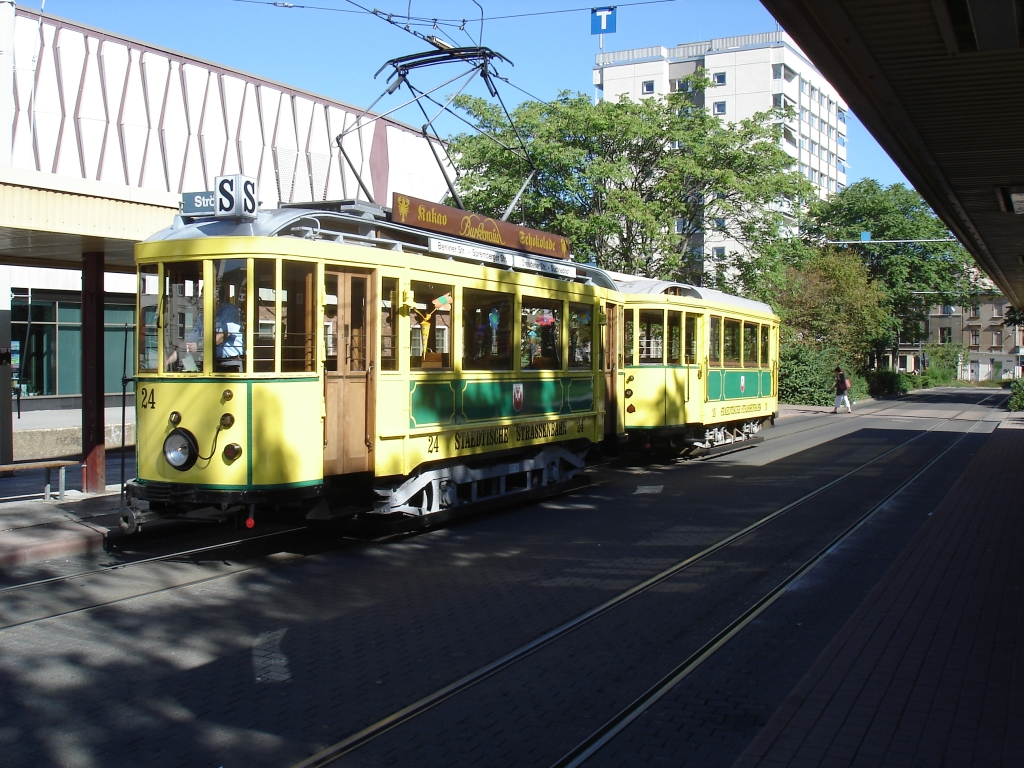
Historisches Fahrzeug der Cottbuser Straßenbahn

1913 wurden bereits 2,5 Mio. Fahrgäste befördert, die Einnahmen betrugen 250.000 Mark, diese waren allerdings nicht kostendeckend. 1918 waren es dann schon 4,65 Mio. Fahrgäste.
1927 wurde der erste Omnibus von der Stadt gekauft, es handelte sich um einen Bus der Firma VOMAG aus Plauen. Er besaß 35 Sitzplätze und hatte 60 PS. Am 1. Januar 1939 ordneten die Stadtwerke ihre Kraftfahrzeuge der Straßenbahn zu.
Die Fahrgastzahlen stiegen 1942 auf inzwischen 6,8 Mio., 1944 waren es 13,3 Mio. Nach Ende des Krieges wurde nach und nach alles wieder instand gesetzt und aufgebaut. Nach 1945 wurden in der Sowjetischen Besatzungszone (SBZ) zahlreiche Firmen enteignet, unter kommunale Verwaltung gestellt oder den Stadtwerken zugeordnet. Zum 1. April 1949 wurde die „KWU Cottbuser Stadtwerke“ gebildet, dazu gehörten das E-Werk inkl. Straßenbahn, das Gas- und Wasserwerk. Insgesamt bestand die KWU aus 16 Betrieben. Am 22. Oktober 1951 erließ die inzwischen gegründete DDR die „Verordnung über die Organisation der volkseigenen örtlichen Betriebe“. Dadurch wurde die KWU abgeschafft und in Volkseigene Betriebe (VEB) umgewandelt. Die Straßenbahn gehörte ab dem 1. Juli 1951 zum „VEB Örtliche Industrie – Stadtwerke Cottbus“, allerdings wurde dies im September wieder geändert zu „VEB (G) Stadtwerke Cottbus – Verkehrsbetriebe“, das (G) steht für Gemeindeeigentum. Am 20. Dezember 1951 wurde der Busverkehr neu geordnet und erweitert. Am 18. Februar 1952 änderten sich auch die Linienführung der Straßenbahn und die Liniennummern wurden endgültig eingeführt. In dieser Form blieb das Netz bis 1960 bestehen.
Die Zuordnung der Unternehmenszweige zu verschiedenen Ministerien brachte das Ende der Stadtwerke. Ab 1. Januar 1953 war die Straßenbahn somit eigenständig – als „VEB (K) Verkehrsbetriebe der Stadt Cottbus“, das (K) steht für Kommunaler Betrieb. Der Busverkehr der Stadtwerke musste aufgrund defekter und nicht mehr einsatzbereiter Fahrzeuge am 7. Oktober 1953 eingestellt werden. Der „VEB Kraftverkehr Cottbus“ bediente darauf die Linien weiter, sofern möglich.
Erst als am 11. Oktober 1954 drei IKARUS-601-Busse aus Ungarn eintrafen, begann am 17. Oktober wieder ein normaler Linienverkehr, der aus drei Buslinien bestand. Am 6. Oktober 1968 bekam der Betrieb wieder einen neuen Namen: „VEB Cottbusverkehr“. Zwischen 1953 und 1972 wurden alle Straßenbahnendhaltestellen, außer am Bahnhof, mit Wendeschleifen ausgerüstet. Damit war der Einsatz von Einrichtungsfahrzeugen auf fast allen Linien möglich. Dazu wurde eine Dispatcherzentrale eingerichtet und es gab ein neues Logo. Cottbus besaß als erster Straßenbahnbetrieb der DDR ausschließlich zweiachsige Einheitswagen (GOTHA). Der Busverkehr erlangte inzwischen überörtliche Bedeutung, so dass es im Mai 1960 7 Buslinien gab, im November kamen noch drei dazu. Bis zum Jahr 1968 besaßen praktisch alle Orte im Landkreis Cottbus eine Busanbindung. Am 12. März 1976 wurden die Zahlboxen durch Lochentwerter ersetzt, da die Zahl der Schwarzfahrer immer mehr zunahm.
In den folgenden Jahren wurde das Straßenbahnnetz stark ausgebaut, insgesamt von 13 km im Jahr 1949 auf 21 km 1983.
Anlässlich der „Zentralisierung der Wirtschaft“ und aufgrund des Beschlusses vom 17. Dezember 1980 des Präsidiums des Ministerrats bezüglich der bezirksgeleiteten Kraftverkehrskombinate erging am 22. Juli 1981 der Beschluss durch den Rat des Bezirks Cottbus zur Eingliederung des „VEB Cottbusverkehr“ in das „Verkehrskombinat Cottbus“. Da es bei Verkehrsstörungen immer problematisch war die Fahrgäste zu informieren, wurden am 1. April 1986 hierfür 15 funkgesteuerte Haltestellen-Informationsanlagen in Betrieb genommen. Der Busverkehr entwickelte sich auch sehr gut weiter, inzwischen gab es 11 Stadtbuslinien und 26 Regionalbuslinien.
Als am 9. November 1989 das Ende der DDR durch den Fall der Mauer besiegelt wurde, stand Cottbusverkehr vor einem der größten Umbrüche seiner Geschichte. Auf einmal gab es billige Gebrauchtwagen „Made in BRD“, die Fahrgastzahlen nahmen rapide ab. Die Fahrtarife wurden aufgrund der „Politik der stabilen Preise“ zu DDR-Zeiten nie überarbeitet, so dass sie schon seit über 20 Jahren keinen kostendeckenden Betrieb zuließen. Die Einnahmen 1991 deckten nur 41 % der Ausgaben. Eine erhebliche Preiserhöhung war unerlässlich, diese betrug 300 %, von 15 Pf. auf 50 Pf. Am 11. Juli 1990 wurde dann aus dem „VEB Cottbusverkehr“ die heutige „Cottbusverkehr GmbH“. Gesellschafter war vorerst nur die Stadt Cottbus, ab 1992 auch der Landkreis, von 1997 bis 2007 war Cottbusverkehr eine Tochter der „Stadtwerke Cottbus GmbH“. Für den Bus-Regionalverkehr wurde im Dezember 1990 der neue Busbahnhof mit 11 Bussteigen an der Marienstraße eingeweiht.
1990 musste Cottbusverkehr noch die von der DDR vertraglich gebundenen Straßenbahnwagen und Busse abnehmen, 15 KT4D und 7 IKARUS-Busse. Anfang 1991 wurden noch 7 KT4D aus Erfurt übernommen. Im Busbereich wurde schon 1992 die Umstellung auf Niederflurwagen abgeschlossen. Seit dem 1. April 2004 setzt Cottbusverkehr nur noch Straßenbahnen mit Niederflurmittelteil im Linienverkehr ein. Damit ist Cottbus die erste Stadt in Deutschland, wo bei allen Fahrten ein Niederflurteil für die Fahrgäste angeboten wird.
Ulrich Thomsch wurde zum 30. Juni 2010 als Geschäftsführer der Cottbusverkehr GmbH abgelöst, er ist nun Geschäftsbereichsleiter Verkehr. Neuer Geschäftsführer wurde am 1. Juli 2010 bis zum 31. August 2014 Jörg Reincke, er war vorher bei der Rostocker Straßenbahn AG und bei der Mecklenburgischen Bäderbahn tätig. Jörg Reincke beendete seine Tätigkeit bei Cottbusverkehr zum 31. August 2014 und wechselte zur Braunschweiger Verkehrs-AG, die mittlerweile durch ihn in eine GmbH umgewandelt wurde. Cindy Janke war vom 1. September 2014 bis zum 31. März 2015 die kommissarische Geschäftsführerin, sie war vorher und ist jetzt wieder als Prokuristin/kaufmännische Geschäftsbereichsleiterin tätig. Mittels einer öffentlichen Ausschreibung zur Suche eines Geschäftsführers führte der Aufsichtsrat der Cottbusverkehr GmbH in eigener Tätigkeit ein umfangreiches Bewerbungsverfahren durch. Durchsetzen konnte sich Ralf Thalmann, der zuvor Geschäftsführer der Geraer Verkehrsbetriebe, weiter vorher tätig für die Deutsche Bahn war. Am 1. April 2015 begann Ralf Thalmann mit seiner Tätigkeit als Geschäftsführer der Cottbusverkehr GmbH.
Seit dem 1. April 2011 ist Cottbusverkehr Betreiber der Cottbuser Parkeisenbahn. Am 26. September 2012 wurde von der Stadtverordnetenversammlung der Nahverkehrsplan fortgeschrieben und mit ihm neue Konzepte beschlossen. Danach sollten ursprünglich auf dem Abschnitt Schmellwitz-Anger – Jessener Straße ab Herbst 2015 nur noch Busse und keine Straßenbahnen mehr fahren. Allerdings verkehrt nach wie vor die Linie 1 mit drei Straßenbahnwagen von Montag bis Freitag im 20-Minuten-Takt.
Zudem wird der Bahnhofsvorplatz zu einem Verkehrsknotenpunkt für Straßenbahn, Stadtbus und Regionalbus umgestaltet. Die einst schwierige Fördermittellage (Land Brandenburg) hat sich entspannt und seit März wird der Bahnhofsvorplatz umgebaut. Im Jahre 2017 soll das „Klimagerechte Mobilitätsverkehrszentrum“ fertiggestellt werden. Weitere Projekte sind die Ausgestaltung der Umsteigeanlage in Madlow (Bus und Straßenbahn) sowie die Neugestaltung der Haltestelle Ottilienstraße im Zusammenhang mit dem Straßenneubau in der Straße der Jugend. Für die Umsteigeanlage Madlow läuft nach wie vor ein Planfeststellungsverfahren, mit dessen Abschluss noch nicht zu rechnen ist. Im Herbst 2014 wurde die Haltestelle Stadthalle Post neu gebaut. Sie ist nun länger, behindertengerechter, es stehen mehr Sitzplätze zur Verfügung, ein neuer Fahrkartenautomat wurde aufgestellt sowie Schienen und Weichen wurden getauscht, die Fahrbahn für Busse wurde ebenso erneuert. Im Zuge dieses Umbaus wurde die Vorsortierweiche Richtung Ströbitz/Bahnhofstraße durch eine normale Weiche in Straßenlage ersetzt. Durch die Tiefrillen der Straßenbahnschienen ist der Tramverkehr in diesem Bereich wesentlich geräusch- und verschleißärmer. Cottbusverkehr tauschte 2014 sämtliche alte Fahrkartenautomaten gegen neue, moderne Geräte aus. In den vergangenen Jahren wurde aber viele Fahrkartenautomaten gesprengt. Die Täter konnten bisher bei ihren Anschlägen jedoch kein Bargeld oder Fahrkartenpapier entwenden.

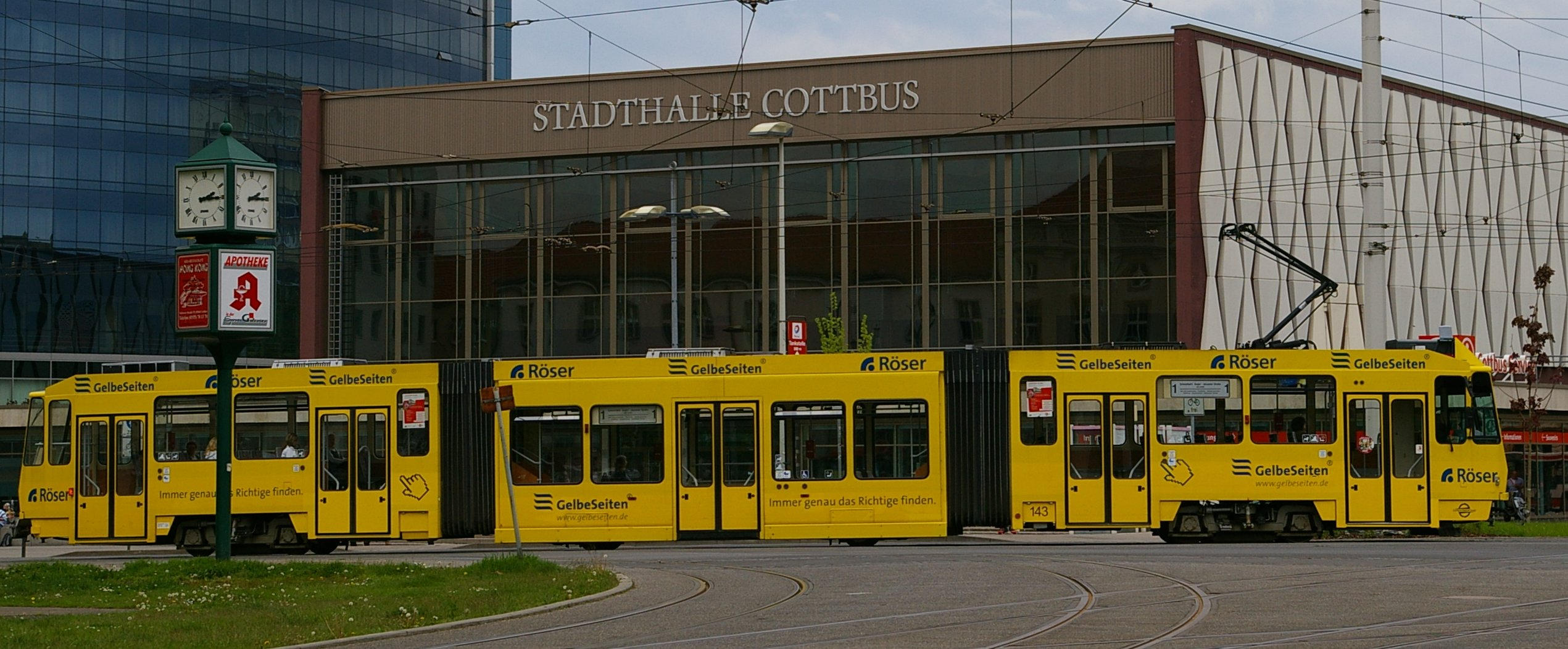
TATRA-KTNF6-Bahn mit Niederflurmittelteil

Im Landkreis Spree-Neiße hatte das Unternehmen den Nahverkehr bis Ende 2024 nur für den westlichen Teil des Landkreises (Linienbündel SPN-West) bedient. Seit dem 1. Januar 2025 bedient die Cottbusverkehr GmbH mit ihrer Tochterfirma Spree-Neisse Cottbusverkehr GmbH nun auch die östlichen Teile des Landkreises Spree-Neiße, welche zuvor von der DB Regio Bus Ost GmbH bedient wurden. Somit ist das Unternehmen zusammen mit seiner Tochterfirma seit dem 1. Januar 2025 in der Stadt Cottbus sowie auch für den ÖPNV im gesamten umliegenden Landkreis Spree-Neiße für den ÖPNV zuständig.

### Tarifverbund
- ab 1. Oktober 1990 – Territoriale Arbeitsgruppe öffentlicher Personennahverkehr – TAG ÖPNV
- ab 23. Juni 1993 – Tarif- & Fahrplangemeinschaft Niederlausitz – TFG Niederlausitz
- ab 1. Juli 1998 – Zweckverband Öffentlicher Personennahverkehr Lausitz-Spreewald – ZÖLS
- seit 1. August 2002 – Verkehrsverbund Berlin-Brandenburg – VBB

## Daten

### 1903–2024
| Fahrzeugtyp            | 1904 | 1910 | 1928 | 1950 | 1960 | 1970 | 1981  | 1992  | 2001    | 2007    | 2010    | 2012    |
| ---------------------- | ---- | ---- | ---- | ---- | ---- | ---- | ----- | ----- | ------- | ------- | ------- | ------- |
| Zweiachsige Triebwagen | 18   | 22   | 28   | 28   | 32   | 32   | 29    | 2*    | 3*      | 3*      | 3*      | 3*      |
| Zweiachsige Beiwagen   | 6    | 8    | 8    | 14   | 15   | 27   | 38    | 1*    | 1*      | 1*      | 1*      | 1*      |
| Gelenktriebwagen       | –    | –    | –    | –    | –    | –    | 22    | 71    | 36      | 26      | 24      | 22      |
| Solobusse              | –    | –    | 3    | 1    | 32   | 64   | 58    | 56    | 42      | 41      | 40      | 37      |
| Gelenkbusse            | –    | –    | –    | –    | –    | –    | 25    | 40    | 20 + 1* | 14 + 1* | 14 + 1* | 10 + 1* |
| Fahrgäste (Mio.)       | 1,2  | 2,1  | 4,3  | 12,1 | 17,1 | 21,5 | 36,6  | 20,2  | 14,9    | 11,1    | 11,6    | 11,6    |
| Einwohner (Tsd.)**     | 44,9 | 48,6 | 51,0 | 60,9 | 66,8 | 82,9 | 116,1 | 122,9 | 106,0   | 102,8   | 102,1   | 99,9    |
| Fahrgäste/Einwohner*** | 27   | 43   | 84   | 199  | 256  | 259  | 315   | 164   | 141     | 108     | 114     | 116     |

* historische(r) Wagen, nicht im normalen Tageseinsatz

** Daten aus Bevölkerungsentwicklung von Cottbus, gerundet

*** eigentlich eher „Fahrten/Einwohner“ gerundet

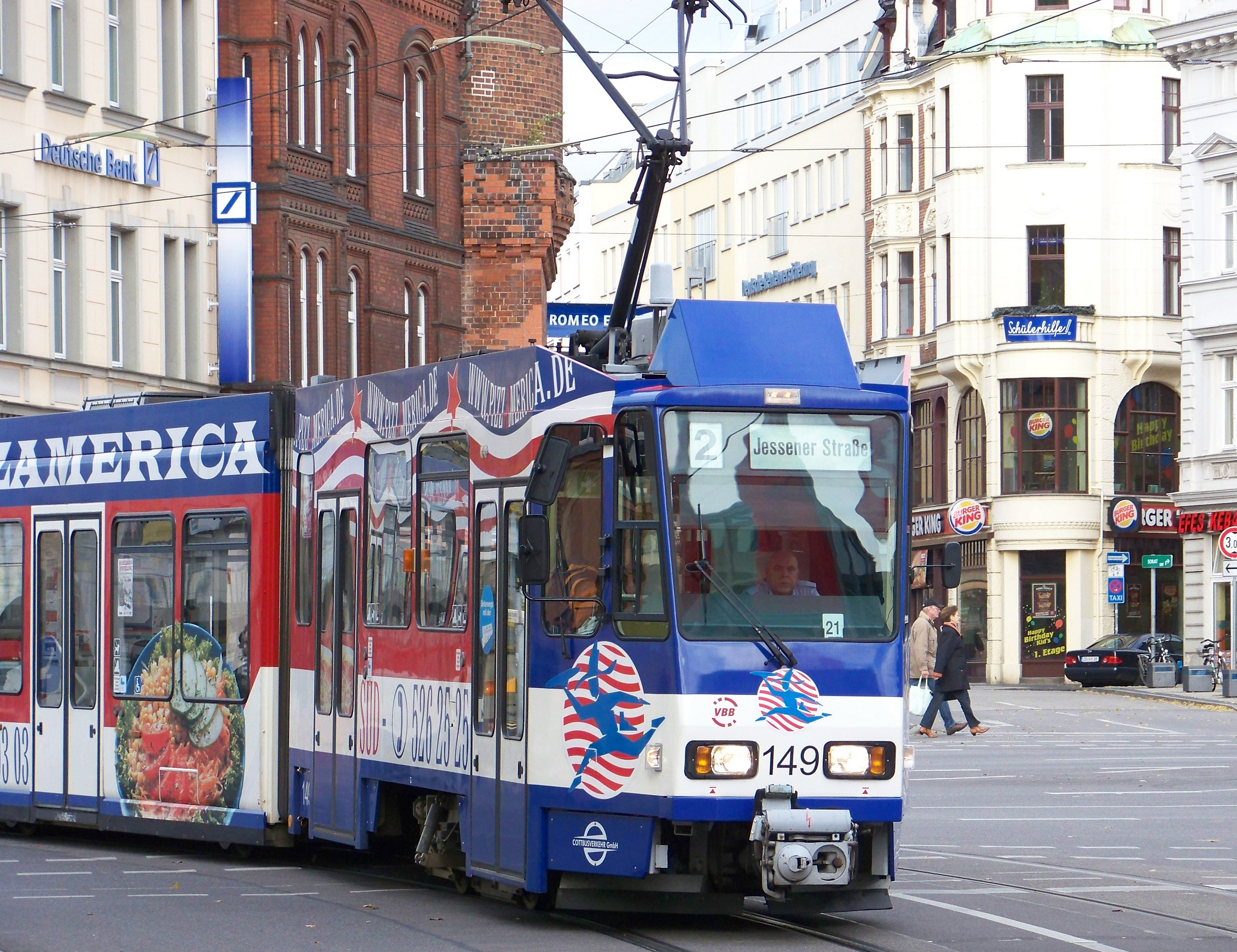
Straßenbahn der Linie 2 am Spremberger Turm

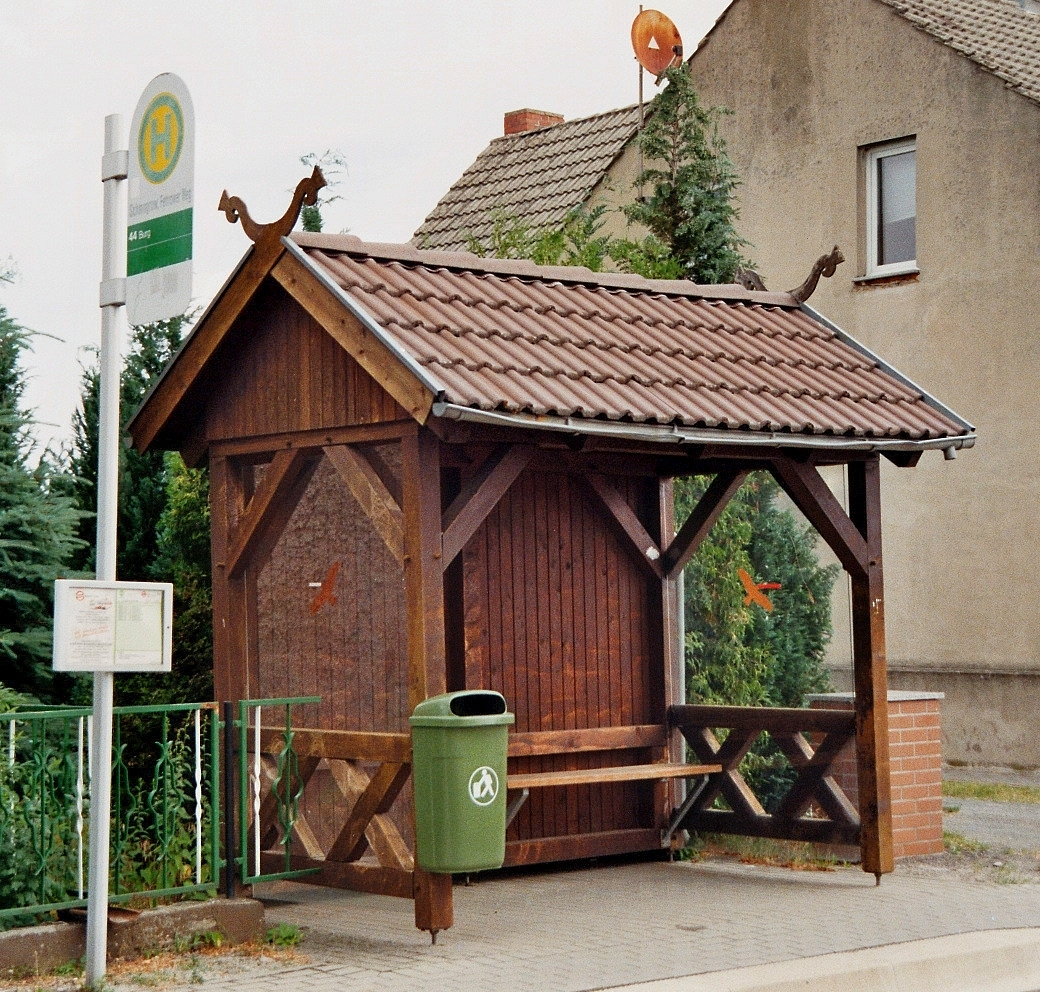
Eine Haltestelle der Cottbusverkehr in Schmogrow

### Aktuell
Cottbusverkehr bedient den öffentlichen Nahverkehr derzeit mit vier Straßenbahnlinien und 44 Buslinien, von denen 13 Stadtbus- und 23 Regionalbuslinien sind. Dabei werden insgesamt 634 Haltestellen bedient, 49 im Straßenbahnverkehr, 241 im Stadtbusverkehr und 344 im Regionalbusverkehr. Hierfür benötigt Cottbusverkehr aktuell 21 Straßenbahnen, alle vom Typ KTNF6, 54 eigene Busse und 23 angemietete Busse von Subunternehmen.
Am 6. Juni 2024 kam der erste neue Straßenbahnwagen von Skoda ForCity Plus in Cottbus an. 21 weitere folgen bis 2025.

### Betriebshöfe
1903 bis 2001 – Betriebshof Berliner Straße
Für Straßenbahn und ab 1939 mit Buswerkstatt, 1944/45 kamen eine Lackiererei und eine mechanische Werkstatt hinzu. Des Weiteren gab es eine Waschanlage unter freiem Himmel, diese wurde später überdacht. Seit 1982 wurde der Betriebshof nur noch für Straßenbahnen genutzt. Das Gelände wurde 2003 verkauft.
1927 bis 1998 – Straßenbahn-Depot Madlow
Ein kleines Depot für vier kleine Fahrzeuge, daher wurde es von 1971 bis 1981 als Bus-Karosseriewerkstatt genutzt. Danach waren dort der Turmtriebwagen und die „historischen“ Fahrzeuge untergebracht. Im Dezember 1998 wurde das Gebäude verkauft.
1981 bis 2002 – Omnibus-Betriebshof Stadtring
Der Betriebshof war anfangs nur Abstellplatz für Busse, ab 1982 wurden diese auch dort gewartet. 2002 wurde das Gelände verkauft.
Seit 26. November 1999 – Betriebshof Schmellwitz

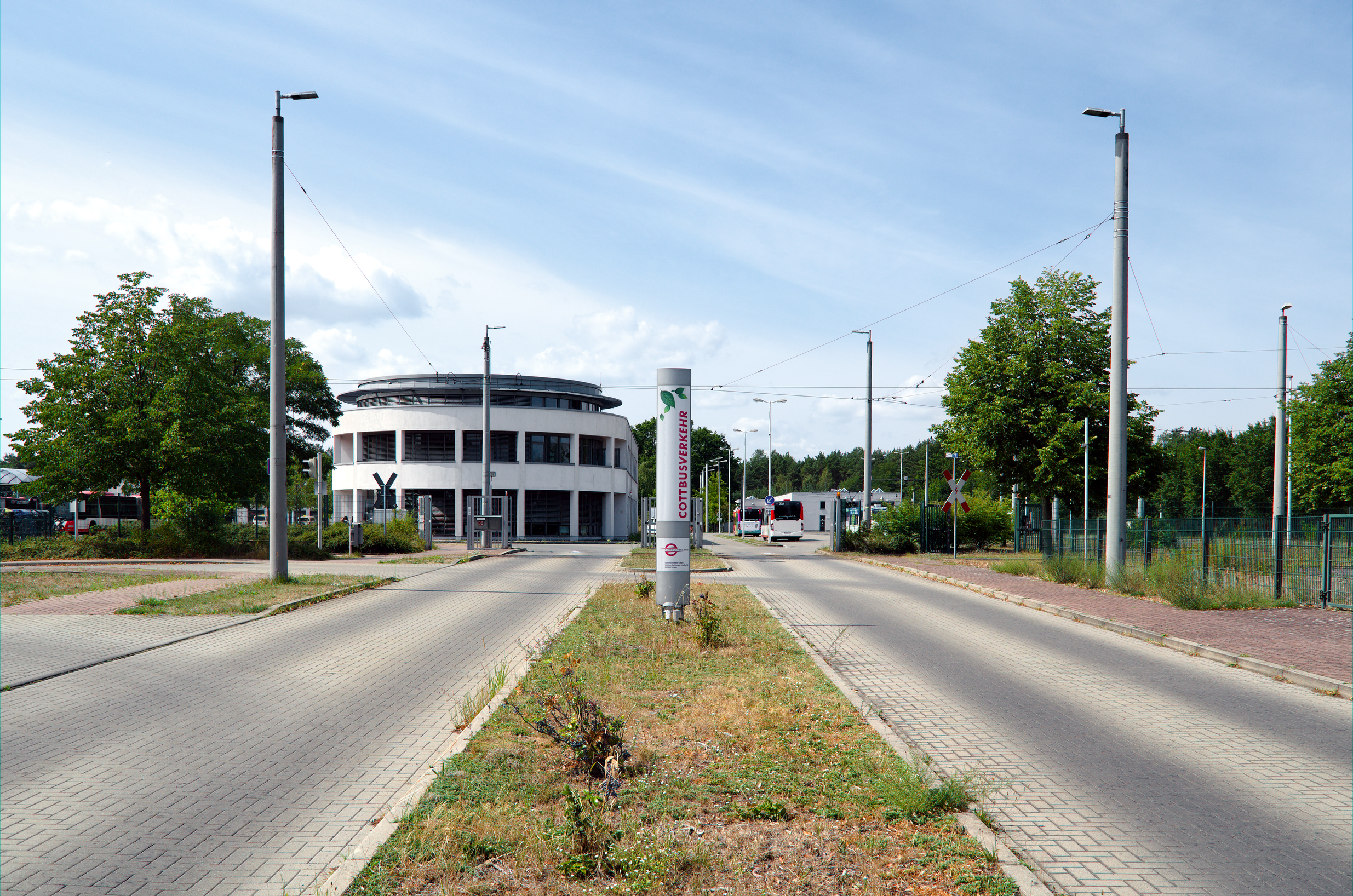
Betriebshof Schmellwitz, Walther-Rathenau-Straße 38

Im Jahr 1993 erwarb Cottbusverkehr in Schmellwitz ein Grundstück für den Bau eines neuen Betriebshofes. Nach dem Beginn der Grundstückserschließung im Oktober 1995 erfolgte am 20. August 1996 die Grundsteinlegung. Nach anderthalb Jahren waren die Wartungshalle, die Waschanlage, einige Abstellgleise, das Unterwerk IV sowie die Verbindung zu den Gleisen Endhaltestelle Neu Schmellwitz gebaut. Am 26. Februar 1998 wurde der erste Bauabschnitt feierlich eröffnet, am 30. Oktober 1998 wurde Richtfest für Straßenbahn- & Buswerkstatt gefeiert. Des Weiteren wurden die Abstellflächen für Busse, die Tankstelle und ein Großteil der Außenanlagen fertig gestellt. Seit dem 20. November 1999 werden die Busse von Schmellwitz eingesetzt, die offizielle Inbetriebnahme erfolgte am 26. November 1999. Das Dienstgebäudes und die Leitstelle wurden schließlich am 26. Januar 2001 übergeben.
Der Betriebshof hat eine Gesamtfläche von 79.420 m². Von insgesamt 6115 Metern Gleise sind 2200 Meter Zufahrt und 3470 Meter Abstell- und Betriebsgleise. Der Betriebshof hat 33 Weichen.

### Tochtergesellschaft
Cottbusverkehr besitzt eine Tochtergesellschaft mit dem Namen Verkehrsservice Cottbus GmbH, VSC.
 Zum VSC gehören zwölf Taxifahrzeuge, drei VW Kleinbusse zum Mieten, Mercedes City-Busse für bis zu 18 Personen sowie ein Reisebus für bis zu 47 Personen für Fahrten zu jedem Anlass.

## Linienangebot
Die aktuelle Linienführung bei Bus und Straßenbahn (Cottbus) sieht wie folgt aus:

### Straßenbahn
| (EV1) | Schmellwitz, Anger ↔ Stadthalle Puschkinpromenade | Mo–So |
| ----- | --- | ----- |
|       | - Schmellwitz, Anger • Chmjelow, najsy - Am Nordrand • Na połnocnej kšomje - Nordfriedhof • Połnocny kjarchob - Beuchstr. • Beuchowa droga - Bonnaskenplatz • Bonarske naměsto - Zimmerstr. • Zimmerowa droga - Stadthalle Puschkinpromenade • Měsćańska hala |       |

| 2 | Sandow ↔ Jessener Str. | Mo–So |
| - | --- | ----- |
|   | - Sandow • Žandow - H.-Hammerschmidt-Str. • H. Hammerschmidtowa droga - Am Doll • Pśi dole - Goethestraße • Žandojski móst - Altmarkt • Stare wiki - Stadthalle Post • Měsćańska hala - August-Bebel-Str. • A. Bebelowa droga - Stadtmuseum • Měsćański muzeum - Hauptbahnhof • Głowne dwórnišćo - Friedrich-List-Str. • F. Listowa droga - Vetschauer/Leipziger Str. • Wětošojska-/Lipsčańska droga - Jessener Str. • Jaseńska droga |       |

| 3 | Ströbitz ↔ Madlow | Mo–So |
| - | --- | ----- |
|   | - Ströbitz • Strobice - Ewald-Müller-Str. • E. Müllerowa droga - Waisenstr. • Syrotowa droga - Ströbitzer Weg • Strobicański puś - Schillerstr. • Schillerowa droga - Stadthalle Post • Měsćańska hala - Stadtpromenade • Měsćańska promenada - Marienstr. / Glad House • Marijina droga - Görlitzer Str. • Zgórjelska droga - Weinbergstraße - Ottilienstr. • Droga Ottilije - Sportzentrum • Sportowy centrum - Südfriedhof • Połdnjowy kjarchob - Ringstraße - Spreestr. • Sprjewina droga - Priorstr. • Pśerojska droga - Madlow • Módłej |       |

| 4 | Neu-Schmellwitz ↔ Sachsendorf | Mo–So |
| - | --- | ----- |
|   | - Neu Schmellwitz • Nowy Chmjelow - Zuschka • Cužka - Neue Str. • Nowa droga - Gewerbegebiet TKC - Nordring / Am TKC • Połnocna wokolica - Bonnaskenplatz • Bonarske naměsto - Zimmerstr. • Zimmerowa droga - Stadthalle Puschkinpromenade • Měsćańska hala - Stadtpromenade • Měsćańska promenada - Marienstr. / Glad House • Marijina droga - Görlitzer Str. • Zgórjelska droga - Stadtring - Hauptbahnhof • Głowne dwórnišćo - Thiemstr. / Klinikum • Thiemowa droga / klinikum - Hufelandstr. • Hufelandowa droga - Saarbrücker Str. • Saarbrückska droga - Thierbacher Str. • Thierbachska droga - Gelsenkirchener Platz • Gelsenkirchenerske naměsto - Schwarzheider Str. • Carnogózdźańska droga - Sachsendorf • Knorawa |       |

| Linie | Zeitraum       | Fahrstrecke |
| --- | -------------- | --- |
| EV1 | Mo–So          | Schmellwitz Anger – Am Nordrand – Nordfriedhof – Beuchstr. – Bonnaskenplatz – Zimmerstraße – Stadthalle Puschkinpromenade |
| 2N | Mo–So          | Jessener Straße – Welzower Straße / Klinikum – Hauptbahnhof (6) – Stadthalle Post – Altmarkt – Am Doll – Sandow – Vorpark – Branitzer Siedlung o. Branitz Zum Seebad (im Wechsel) |
| 3N | Mo–So          | Ströbitz, H.-Sachs-Str. – Waisenstr. – Stadthalle Post – Stadtpromenade – Görlitzer Str. – Hauptbahnhof (2) – Sportzentrum – Ringstr. – Madlow (– Gallinchen Friedensplatz [R] 2) |
| 4N | Mo–So          | Neu Schmellwitz, Zuschka – Schmellwitz Anger – Nordfriedhof – Bonnaskenplatz – Stadthalle Puschkinpromenade – Stadtpromenade – Hauptbahnhof (1) – Thiemstraße/Klinikum – Lauchhammerstraße – Groß Gaglow, Lausitzpark |
| 09 | Mo–Fr          | Hauptbahnhof (2) – Ottilienstraße – Sportzentrum – Südeck Barbara-Linie |
| 10 | Mo–So          | Hauptbahnhof (6) – Stadtpromenade – Sandow Mitte – Vorpark → Branitzer Siedlung → Schloß Branitz → Branitz, Schule → Tierpark → Vorpark – Sandow Mitte – Stadtpromenade – Hauptbahnhof Pückler-Linie |
| 11 [R] 2 | Mo–Fr So       | Burger Chaussee Campus Nord – Burger Chaussee, Süd – Finkenweg oder Heinrich-Hertz-Str. – Goyatzer Str. Meisenweg – Finkenweg – Goyatzer Str. |
| 12 | Mo–So          | (Kolkwitz, Technologiepark –) Kw, Klinikum – Kw, Bahnhof Süd – Kw, Schadow Str. – Kw, Langosa Berliner Str. – Ströbitz H.-Sachs-Str. – Spreewaldbahnhof – Stadtpromenade – Hermannstr. – Peitzer Str. – Hammergrabensiedlung – Merzdorf Feuerwehr (– Merzdorf Cottbuser Ostsee)                                                                                            |
| 13 | Mo–Sa          | Gelsenkirchener Platz → Lipezker-/Schwarzheider Str. → Seegraben Nord → Groß Gaglow, Chausseestr. → GG, Harnischdorfer Str. → Gallinchen Am Eichengrund → Groß Gaglow Lausitz Park → Lipezker Str/BTU → Gelsenkirchener Platz |
| 14 | Mo–Fr          | Sachsendorf – Gelsenkirchener Platz – Lipezker/Schwarzheider Straße – Groß Gaglow Lausitz Park – Am Seegraben – Klein Gaglow Reinpuscher Weg – (Hänchen Pappelallee –) Hänchen Gasthaus – Hänchen Gewerbegebiet – Kolkwitz Langosa (– Kolkwitz Rathaus) |
| 15 | Mo–So          | Hauptbahnhof (4) – Marienstraße/Glad House – Stadtpromenade – Stadthalle Post – Technische Universität – Goyatzer Straße – Cottbus-Center – Sielow Am Ring – Sielow Windmühlenweg (– Sielow Sportplatz) |
| 16 | Mo–Sa So       | Stadthalle Puschkinpromenade – TU-Mensa – Potsdamer Straße – Spreewaldbahnhof – Hauptbahnhof (1) – Welzower Straße / Klinikum – Sachsendorfer Hauptstraße – Gelsenkirchener Platz – Uhlandstraße (– Gaglower Landstraße – Gallinchen Center – Gallinchen Telering) ab Uhlandstraße – Hänchener Str. – Sachsendorf – Gr. Gaglow, Lausitzpark                                |
| 17 | Mo–Fr          | Sachsendorf – Hölderlinstr. – Hähnchener Str. – Madlow, Am Depot – Kiekebusch – Kahren, Karlshof – Kahren, Am Park |
| 18 [R] 2 | Mo–Fr          | Klein Ströbitz – Am Priorgraben – Ströbitz Ziegelstraße – Ströbitz Friedhof – Ströbitz Hans-Sachs-Straße – Wilhelm-Nevoigt-Platz – Flugplatzmuseum – Fichtesportplatz (Kleinbus) |
| 19 | Mo–So          | Neu Schmellwitz, Zuschka – Gewerbeweg – Byhlener Straße – Straupitzer Straße – Freizeitbad Lagune – Technische Universität – Stadtpromenade – Stadtring/Dissenchener Straße – Heidesiedlung – Dissenchen Turnstraße – D. Haasower Straße – Schlichow Sportplatz |
| 20 | Mo–Fr Sa/So/FT | Döbbrick, Dorfstr. – Dö, Altes Dorf – Dö, Am Spreebogen – Skadow – Saspow, Fröbelstr. – Kauperstr. – Neu Schmellwitz, Zuschka / [R] 2Maiberg Friedhof → Döbbrick, Altes Dorf Döbbrick, Am Spreebogen – Dö, Altes Dorf – Dö, Dorfstr. – Skadow – Saspow, Fröbelstr. – Kauperstr. – Neu Schmellwitz, Zuschka ([R] 2Sa: ab 18 Uhr / So: Ganztags)                             |
| 24 | Mo–Fr          | Döbbrick Dorfstr. → Dö. Kiebitzweg → Dö. Schülerverkehr' → Sielow Erlengrund → S. Sportplatz → S. Feuerwehr → Siedlerstraße → Cottbus-Center → Schmellwitz Anger/Feldstraße → Neu Schmellwitz Zuschka (nur an Schultagen) |
| 28 | Mo–Fr          | Willmersdorf Möbeldorf – Wd. Turnweg – Lakoma – Spreewehrmühle – Hammergrabensiedlung Kulturhaus – Merzdorf Hauptstraße – Merzdorfer Bahnhofstraße – Dissenchen Schule (nur an Schultagen) Dissenchen Schule – Haasow Kreuzung – Cottbus Abzw. Nutzberg – Branitz Schloss – Br. Zum Seebad – Kiekebusch Hauptstraße – Kahren Karlshof – Kahren Am Park (nur an Schultagen) |
| * Hauptbahnhof (5) – die in Klammern stehende Ziffer weist auf den Bussteig hin. 2 Diese Buslinie verkehrt als Rufbus, Anmeldung des Fahrtwunsches bis 30 Minuten vor Fahrtantritt, (→ siehe auch) |                | |

| Linie                                                                            | Zeitraum    | Fahrstrecke | Betreiber      |
| -------------------------------------------------------------------------------- | ----------- | --- | -------------- |
| 21                                                                               | Mo–So       | Cottbus HBF (7) – CB Stadtpromenade – CB Sandow – CB Lakoma – CB Willmersdorf – Maust Abzw. – Peitz – Turnow – Drehnow – Drachhausen – Hollbrunn/B168 – Lieberose | Leo Reisen     |
| 22                                                                               | Mo–Fr       | Cottbus HBF (7) – CB Stadtpromenade – CB Sandow – CB Lakoma – CB Willmersdorf – Maust – Neuendorf – Bärenbrück – Grötsch – Heinersbrück (- Radewiese) | Cottbusverkehr |
| 23                                                                               | Mo–Fr       | Cottbus HBF (8) – CB Lipezker Straße/BTU – Groß Gaglow – Klein Gaglow – Hänchen-Annahof – Klein Oßnig – Schorbus – Leuthen – Koschendorf Abzw. – Siewisch – Laubst – Drebkau – Steinitz – Neupetershain (– Welzow)                                                          | Leo Reisen     |
| 25                                                                               | Mo–So Mo–Fr | Cottbus HBF (3) – CB Spreestr. – CB Madlow – CB Kieckebusch – CB Kahren – Koppatz – Roggosen – Komptendorf Cottbus HBF (3) – CB Madlow – CB Kieckebusch – Frauendorf – Koppatz – Neuhausen – Laubsdorf – Komptendorf – Roggosen (– Sergen – Gablenz) (nur an Schultagen)    | Cottbusverkehr |
| 26                                                                               | Mo–Fr       | Cottbus HBF (8) – CB Lipezker Straße/BTU – CB Groß Gaglow – Kl. Gaglow – Hänchen-Annahof – Kl. Oßnig – Schorbus – Auras – Löschen – Drebkau Bahnhof – Domsdorf – Neupetersheim Nord – Greifenhain – Radensdorf – Casel                                                      | Leo Reisen     |
| 27                                                                               | Mo–Fr       | Drebkau Bahnhof – Drebkau Spremberger Str. – Jehserig Merkur – Rehnsdorf Siedlerstraße | Leo Reisen     |
| 29                                                                               | Mo–So       | CB Sachsendorf – CB Madlow – CB Gelsenkirchener Allee – CB Welzower Straße/Klinikum – Cottbus HBF (7) – CB Stadtpromenade – CB Stadthalle – CB Nordring/Am TKC – CB Lakoma – CB Willmersdorf – Maust Abzw. – Peitz – Kraftwerk Jänschwalde                                  | Cottbusverkehr |
| 30                                                                               | Mo–Fr       | Leuthen – Schorbus – Auras – Löschen – Leuthen – Koschendorf – Siewisch – Drebkau (nur an Schultagen) | Leo Reisen     |
| 32                                                                               | Mo–Fr       | Cottbus HBF (2) CB Sportzentrum – CB Madlow – CB Gallinchen – Groß Oßnig – Kl. Döbbern – Gr. Döbbern | Leo Reisen     |
| 33                                                                               | Mo–Fr       | Cottbus HBF (3) – CB Stadtpromenade – CB Sandow – CB Branitz – Haasow – CB Kahren – Koppatz – Neuhausen – Laubsdorf (– Kahsel – Drieschnitz) – Komptendorf (– Roggosen) | Cottbusverkehr |
| 34                                                                               | Mo–Fr       | Kathlow – Sergen – Gablenz – Trebendorf – Komptendorf (nur an Schultagen) Kathlow – Sergen – Gablenz – Roggosen – Komptendorf – Laubsdorf (nur an Feiertagen) | Cottbusverkehr |
| 35                                                                               | Mo–Fr       | (Cottbus HBF (5) –) CB Stadtpromenade – CB Ströbitz – Kolkwitz – Glinzig – Limberg – Krieschow – Eichow – Vetschau Busbahnhof | Cottbusverkehr |
| 37                                                                               | Mo–So       | Cottbus HBF (5) – CB Flugplatzmuseum – Kolkwitz – Zahsow – Gulben – Dahlitz – Papitz – Kunersdorf – Milkersdorf – Babow – Müschen – Burg | Cottbusverkehr |
| 38                                                                               | Mo–So       | Burg Lindenstr. – Burg Spreewaldtherme – Nauendorf – Fleißdorf – Suschow – Vetschau Bahnhof – Vetschau Busbahnhof | Cottbusverkehr |
| 39                                                                               | Mo–Fr       | Cottbus HBF (6) – CB Sportzentrum – CB Groß Gaglow – Klein Gaglow – Hänchen – Kolkwitz – Glinzig – Kackrow – Limberg – Krieschow – Wiesendorf – Brodtkowitz Kolkwitz – Glinzig – Kackrow – Limberg – Kunnersdorf – Krieschow – Wiesendorf – Brodtkowitz (nur an Schultagen) | Cottbusverkehr |
| 41                                                                               | Mo–So       | (Cottbus Neu Schmellwitz Zuschka – BTU –) CB HBF (3) – CB Sportzentrum – CB Madlow – CB Kiekebusch – CB Kahren (– Kathlow – Tagebau Jänschwalde (– Heinersbrück)) | Cottbusverkehr |
| 42                                                                               | Mo–Fr       | Peitz Busbahnhof – Turnow – Preilack – Tauer – Drewitz – Jänschwalde (nur an Schultagen) | Cottbusverkehr |
| 43                                                                               | Mo–Fr       | (Jänschwalde – Radewiese -) Heinersbrück – Grötsch – Bärenbrück – Neuendorf – Maust (– CB Willmersdorf) – Peitz Busbahnhof (nur an Schultagen) | Cottbusverkehr |
| 44                                                                               | Mo–So       | Cottbus HBF (4) – Stadthalle – Cottbus-Center – CB Sielow – Dissen (– Briesen) – Striesow – Fehrow – Schmogrow – Burg Hotel Bleske (– Burg Schule) | Cottbusverkehr |
| 45                                                                               | Mo–Fr       | Burg Lindenstraße – Burg Hotel Zur Bleiche – Leipe Wendeplatz – Burg Willischzaweg – Burg Bismarckturm – Burg Schule (nur an Schultagen) | Cottbusverkehr |
| 46                                                                               | Mo–Fr       | Kolkwitz – Glinzig – Limberg – Kl. Limberg – Kunersdorf – Papitz – Ruben – Guhrow – Werben – Burg Schule (nur an Schultagen) | Cottbusverkehr |
| 47 PlusBus                                                                       | Mo–So       | Cottbus HBF (4) – CB Stadtpromenade – CB BTU – CB Sielow – Gulben Abzweig – Briesen – Guhrow – Werben – SpreewaldTherme | Cottbusverkehr |
| 48 Ringlinie                                                                     | Mo–So       | Burg Schule → Burg Kollosche → Burg Kauper Nordweg → Burg Wendenkönig → Burg Hotel Zur Bleiche → Burg Schule | Cottbusverkehr |
| * Hauptbahnhof (3) → die in Klammern stehende Ziffer weist auf den Bussteig hin. |             | |                |